# Carcarès-Sainte-Croix
Carcarès-Sainte-Croix é uma comuna francesa na região administrativa da Nova Aquitânia, no departamento Landes. Estende-se por uma área de 15,78 km². Em 2010 a comuna tinha 529 habitantes (densidade: 33,5 hab./km²).